# Clemira
Clemira is een geslacht van vlinders uit de familie uilen (Noctuidae). De wetenschappelijke naam van het geslacht is voor het eerst geldig gepubliceerd in 2009 door Vitor Osmar Becker.
De typesoort is Euthysanotia magnifica Schaus, 1904

## Soorten
- Clemira dolens
- Clemira hilzingeri
- Clemira magnifica
- Clemira schausi
- Clemira sororcula
- Clemira trita